# Краљевско село Котроманићево
Краљевско село Котроманићево је туристичко етно-село у околини Добоја, изграђено у привлачном природном амбијенту, поред магистралног пута који води од Добоја ка Дервенти.

## Положај
Краљевско село Котроманићев се налази на 40 километара удаљености од Добоја, магистралним путем који повезује планине Озрен и Вучијак са равничарским предјелима Посавине. Село је изграђено је на обали Величанке, ријеке која је изузетно богата рибљом фауном и шкољкама (што свједочи и о њеној чистоћи), а комплетан простор чини природни амбијент идеалан за одмор и рекреацију. У непосредној близини Котроманићева, у селу Ритешић на Вучијаку (Епархија зворничко-тузланска), гради се први манастир Свете Матроне Московске, и уједно први манастир у Републици Српској посвећен некој руској светитељки.